# 奧莉維亞·巴勒莫
奧莉維亞·巴勒莫（英語：Olivia Palermo，1986年2月28日—）是一名美國社交名媛。巴勒莫在2009年因為拍攝美國真人實境秀《The City》而成名。除了真人實境秀外，她的衣著打扮亦受到不少人的關注。

## 早年生活
巴勒莫出生於一個典型的美國東岸富裕家庭。她父親道格拉斯·巴勒莫（Douglas E. Palermo）是一名有意大利南部血統的地產發展商，母親琳恩·克錢斯（Lynn Hutchings）是一名室內設計師。在父母離婚後，巴勒莫會輪流居住於父親在康涅狄格州的屋子及母親在紐約市上东城的住所。她先入讀紐約貴族女子學校Nightingale-Bamford School並在康涅狄格州的私立學校St. Luke's School中學畢業。畢業後，她先後在巴黎美国大学及新學院就讀。

## 個人生活
巴勒莫在紐約社交圈十分活躍亦是不同慈善場合的常客。她在2008年開始和德國男模特兒Johannes Huebl交往並在2013年12月訂婚。兩人在2014年6月29日結婚。